# Сражение при Урумчи (1934)
Сражение при Урумчи — вооружённый конфликт в Синьцзяне, прошедший зимой 1933—1934 годов, между провинциальными силами Шэн Шицая и действовавшими в союзе генералом-мусульманином Ма Чжунъином и генералом-ханьцем Чжан Пэйюанем.
Чжан Пэйюань захватил дороги между Чугучаком и Урумчи. Войска губернатора Шэн Шицая состояли из маньчжуров и русских белогвардейцев, укрывшихся на китайской территории после разгрома в России.
Гоминьдан тайно подстрекал Чжана и Ма свергнуть Шэн, ввиду того, что Шэн, будучи губернатором Синьцзяна, мог иметь связи с Советским Союзом. Чан Кайши послал Ло Вэньганя в Синьцзян, где тот встретился с Ма Чжунъином и Чжаном Пэйюанем и призвал их уничтожить Шэна.
Ма и Чжан собрав силы из ханьцев и китайских мусульман почти победили Шэн, когда он попросил помощи от Советского Союза. Это привело к советскому вторжению в Синьцзян и Ма Чжунъин вынужден был провести отступление после битвы на реке Тутун.

После этого Чан Кайши лично был готов вступить в битву с более чем 150 000 войсками и 15 миллионами юаней для оказания помощи Ма в изгнании Шэн Шицая. Однако его убедили, что невозможно гарантировать войскам достаточный провиант, и поэтому Чан отменил экспедицию. Шен отметил:
«Чану Кайши не нравится моя политика, но он ничего не может сделать мне. 
Я слишком далеко от его зоны досягаемости».